# Perfect Velvet
Perfect Velvet – drugi album studyjny południowokoreańskiej grupy Red Velvet, wydany 17 listopada 2017 roku przez wytwórnię SM Entertainment i dystrybuowany przez Genie Music. Płytę promował singel „Peek-a-Boo”. Sprzedał się w nakładzie 102 077 egzemplarzy w Korei Południowej (stan na maj 2018 r.).
Zgodnie z koncepcją grupy promowania dwoma wizerunkami „Red” oraz „Velvet”, album Perfect Velvet skupił się na ich „welwetowym” wizerunku.

## Lista utworów
| CD | CD                                                                        | CD                        | CD                                                    | CD                     | CD      |
| Nr | Tytuł utworu                                                              | Tekst                     | Kompozycja                                            | Aranżacja              | Długość |
| -- | ------------------------------------------------------------------------- | ------------------------- | ----------------------------------------------------- | ---------------------- | ------- |
| 1. | „Peek-A-Boo” (kor. 피카부 (Peek-A-Boo))                                   | Kenzie                    | Moonshine, Cazzi Opeia, Ellen Berg Tollbom            | Moonshine              | 3:09    |
| 2. | „Bwa (Look)” (kor. 봐 (Look))                                             | SUMIN, Jinbo              | Daniel Obi Klein, Charli Taft, Jinbo, SUMIN           | Daniel Obi Klein       | 4:06    |
| 3. | „I Just”                                                                  | Km Boo-min                | Hitchhiker, Km Boo-min, Aventurina King, John Fulford | Hitchhiker             | 3:08    |
| 4. | „Kingdom Come”                                                            | Lee Seu-ran (Jam Factory) | Stereotypes, Deez, Ylva Dimberg                       | Stereotypes            | 3:30    |
| 5. | „Dubeonjjae Date (My Second Date)” (kor. 두 번째 데이트 (My Second Date)) | 전간디                    | James Wong, Sidnie Tipton, Sophie Stern               | Gladius                | 3:14    |
| 6. | „Attaboy”                                                                 | Kenzie                    | Kenzie, Stereotypes, Ylva Dimberg                     | Stereotypes            | 3:16    |
| 7. | „Perfect 10”                                                              | Cho Yoon-kyung            | Daniel Obi Klein, Charli Taft, Deez                   | Daniel Obi Klein, Deez | 3:29    |
| 8. | „About Love”                                                              | 1월 8일 (Jam Factory)     | RE:ONE, Davey Nate                                    | RE:ONE                 | 3:26    |
| 9. | „Dalbich Sori (Moonlight Melody)” (kor. 달빛 소리 (Moonlight Melody))     | Lee Joo-hyung (MonoTree)  | Lee Joo-hyung (MonoTree), Kwon Deok-geun              | Kwon Deok-geun         | 3:40    |

## The Perfect Red Velvet
29 stycznia 2018 roku album został wydany ponownie pod nowym tytułem The Perfect Red Velvet i zawierał dodatkowo trzy nowe utwory, w tym główny singel „Bad Boy”. Sprzedał się w liczbie ponad 91 325 egzemplarzy (stan na grudzień 2018).

### Lista utworów
| CD  | CD                                                                        | CD                        | CD                                                          | CD                     | CD      |
| Nr  | Tytuł utworu                                                              | Tekst                     | Kompozycja                                                  | Aranżacja              | Długość |
| --- | ------------------------------------------------------------------------- | ------------------------- | ----------------------------------------------------------- | ---------------------- | ------- |
| 1.  | „Bad Boy”                                                                 | JQ, Moon Hee-yeon         | The Stereotypes, Maxx Song, Whitney Phillips, Yoo Young-jin | The Stereotypes        | 3:30    |
| 2.  | „All Right”                                                               | Lee Seu-ran (Jam Factory) | Kevin Charge, Phoebus Tassopoulos, Jessica Jean Pfeiffer    | Kevin Charge           | 3:49    |
| 3.  | „Peek-A-Boo” (kor. 피카부 (Peek-A-Boo))                                   | Kenzie                    | Moonshine, Cazzi Opeia, Ellen Berg Tollbom                  | Moonshine              | 3:09    |
| 4.  | „Bwa (Look)” (kor. 봐 (Look))                                             | SUMIN, Jinbo              | Daniel Obi Klein, Charli Taft, Jinbo, SUMIN                 | Daniel Obi Klein       | 4:06    |
| 5.  | „I Just”                                                                  | Km Boo-min                | Hitchhiker, Km Boo-min, Aventurina King, John Fulford       | Hitchhiker             | 3:08    |
| 6.  | „Kingdom Come”                                                            | Lee Seu-ran (Jam Factory) | Stereotypes, Deez, Ylva Dimberg                             | Stereotypes            | 3:30    |
| 7.  | „Time To Love”                                                            | Kang Eun-jeong            | Ellen Berg, minGtion, Lee Dong-hoon                         | minGtion               | 3:15    |
| 8.  | „Dubeonjjae Date (My Second Date)” (kor. 두 번째 데이트 (My Second Date)) | 전간디                    | James Wong, Sidnie Tipton, Sophie Stern                     | Gladius                | 3:14    |
| 9.  | „Attaboy”                                                                 | Kenzie                    | Kenzie, Stereotypes, Ylva Dimberg                           | Stereotypes            | 3:16    |
| 10. | „Perfect 10”                                                              | Cho Yoon-kyung            | Daniel Obi Klein, Charli Taft, Deez                         | Daniel Obi Klein, Deez | 3:29    |
| 11. | „About Love”                                                              | 1월 8일 (Jam Factory)     | RE:ONE, Davey Nate                                          | RE:ONE                 | 3:26    |
| 12. | „Dalbich Sori (Moonlight Melody)” (kor. 달빛 소리 (Moonlight Melody))     | Lee Joo-hyung (MonoTree)  | Lee Joo-hyung (MonoTree), Kwon Deok-geun                    | Kwon Deok-geun         | 3:40    |

## Notowania

### Perfect Velvet
| Lista                     | Pozycja |
| ------------------------- | ------- |
| Gaon Weekly Album Chart   | 2       |
| Gaon Monthly Album Chart  | 5       |
| Gaon Yearly Album Chart   | 36      |
| Five Music (Tajwan)       | 3       |
| Oricon Weekly Album Chart | 20      |
| Billboard World Albums    | 1       |
| Heatseekers Albums        | 3       |
| Download Albums (SNEP)    | 95      |